# Еліпсограф

Кінематика еліпсографа

3D-модель еліпсографа у дії

Еліпсо́граф або еліпсограф Архімеда — це механізм, що перетворює вертально-поступний рух в рух по еліпсу. Історія цього механізму точно не визначена, але вважається, що еліпсографи існували ще у часи Діадоха чи навіть у часи Архімеда.

## Будова
Він складається з двох повзунів, що можуть рухатися по двох взаємно перпендикулярних канавках чи напрямних. Повзуни прикріплені до стрижня за допомогою шарнірів, і розташовані на фіксованій відстані один від одного уздовж стрижня. Повзуни рухаються лінійно — кожен своєю канавкою, — і при цьому кінець стрижня описує еліпс на площині. Півосі еліпса a і b є відстанями від кінця стрижня до шарнірів кріплення повзунів. Зазвичай відстані a і b можна змінювати, і тим самим змінювати форму і розміри еліпса, що описується.

## Використання
Такий механізм застосовується як креслярський інструмент, як напрямний механізм для різального інструменті також при розкрою листів матеріалу (скла, картону, фанери тощо), а також при фрезеруванні кругів та еліпсів ручною фрезерною машиною.

## Математичний опис

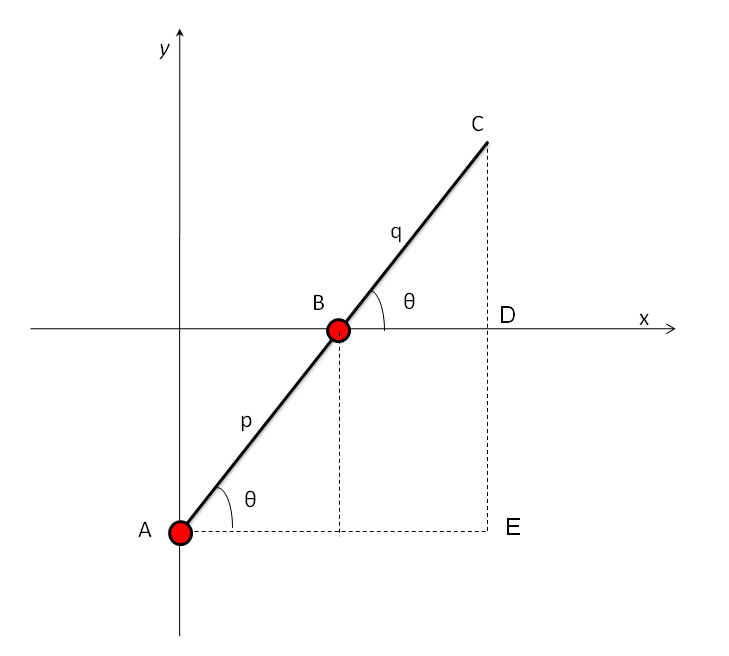
Геометрична побудова до математичного опису еліпсографа

Нехай C — це кінець стрижня, і A, B — шарніри на повзунах. Нехай p і q — відстані від A до B, і від B до C, відповідно. Координатні осі y та x проведемо таким чином, що рух повзунів A і B буде відбуватись уздовж цих осей, відповідно. У випадку, коли стрижень утворює кут θ з віссю x, координати точки C визначаються рівняннями
{\displaystyle x=(p+q)\cos \theta \,}
{\displaystyle y=q\sin \theta \,.}
Це є рівняння еліпса у параметричній формі запису.
У загальнішому випадку напрямні, по яких рухаються повзуни, можуть розташовуватись під кутом, відмінним від прямого, а точки A, B і C можуть лежати не на прямій лінії. Результуюча траєкторія точки C залишиться еліпсом.